# İlkkurşun, Ödemiş
İlkkurşun là một xã thuộc huyện Ödemiş, tỉnh İzmir, Thổ Nhĩ Kỳ. Dân số thời điểm năm 2010 là 226 người.